# Сытник, Александр Борисович
Алекса́ндр Бори́сович Сы́тник (укр. Олександр Борисович Ситник; род. 2 января 1985, Винница) — украинский футболист, нападающий. Ныне — тренер.

## Карьера

### Клубная
Воспитанник футбольной школы киевского «Динамо». Окончив академию столичного клуба, подписал контракт с командой, однако в основном составе не сыграл ни разу. Выступал преимущественно во второй и третьей командах. С 2001 по 2007 годы Сытник играл на правах аренды в разных украинских клубах (в том числе и в столичном «Арсенале»), но не закрепился в их составах. В чемпионате Украины дебютировал как игрок «Арсенала» 7 августа 2005 года в матче против «Харькова» («канониры» проиграли со счётом 3:1).
В январе 2008 года игроком интересовался российский клуб «Спартак-Нальчик», однако переход Александра в Нальчик сорвался. В итоге Сытник перешёл в иркутскую «Звезду», в которой выступал около полугода. Из-за угрозы банкротства клуб вынужден был продать игрока мариупольскому «Ильичёвцу». В 2011 году Александр перешёл в состав другой «Звезды» (уже из Кировограда), контракт с которой впоследствии он аннулировал. С лета 2011 года играет в ужгородском клубе «Говерла-Закарпатье»

### В сборной
В возрасте 15 лет Александр дебютировал 24 сентября 2000 года в матче за сборную Украины 1985 года рождения против поляков (украинцы проиграли со счётом 1:2). С 2000 по 2002 годы он сыграл всего 11 матчей за команду до 17 лет и забил один гол.
С 2003 по 2006 годы Александр выступал и за молодёжную сборную Украины, отыграв 18 матчей. Завоевал серебряные медали чемпионата Европы 2006 года в Португалии, хотя не сыграл ни одной встречи на турнире.

## Достижения
- Серебряный призёр молодёжного чемпионата Европы 2006 года